# ميناء السدرة النفطي
ميناء السدرة النفطي أحد موانئ تصدير النفط الليبية الرئيسية وأكبرها، يبعد حوالى 180 كم شرقي سرت. ويستخدم في تصدير النفط الليبي عبر خطوط أنابيب لنقل النفط من الجنوب تصل مسافتها لنحو 1400 كم. تم الانتهاء من مرافقه في العام 1962.
من بين مرافقه 4 مراسى مجهزة لسفن الشحن، و 19 خزانا بسعة تخزينة تصل ل 6.2 مليون برميل من النفط الخام.

## الهجوم على الميناء

لحظة انفجار أحد خزانات النفط التي تضررت في الميناء

في 13 ديسمبر 2014 صدت القوات الحكومية الليبية هجوماً مسلحاً قامت به ميليشيات فجر ليبيا ودرع مصراته على ميناء السدرة النفطي في محاولة للسيطرة عليه.
وبسبب الهجوم أعلنت المؤسسة الوطنية للنفط حالة القوة القاهرة «الطوارئ» على مرفأي السدرة وراس لانوف اللذين كانا يصدران نحو 300 ألف برميل يوميا.
أدى الهجوم لدمار هائل وتفجير 7 خزانات من أصل 19 خزاناً جراء قذائف صاروخية أطلقتها ميليشيات فجر ليبيا الإسلامية من زورق بحري باتجاه المرفأ ما أدى بشكل متتالي لحرائق بعدد من صهاريج تخزين النفط المعد للتصدير في أكبر موانئ ليبيا النفطية ما أدى لتدمير تام بعدد منها، وكذلك تلوث بيئي كبير وسحب كثيفة من الدخان الأسود التقطتها صور الأقمار الصناعية.